# Benjamin Dale
Benjamin James Dale (ur. 17 lipca 1885 w Highbury w Londynie, zm. 30 lipca 1943 w Kensington w Londynie) – brytyjski kompozytor i pedagog.

## Życiorys
Jego ojciec, Charles Dale, był ilustratorem. Matka, Jessie, pianistką i nauczycielką. Uczęszczał do Stationer’s Company School w Hornsey i Oakfield School w Crouch End. Był utalentowany już jako dziecko, w 1900 roku wykonano publicznie napisaną przez niego uwerturę. Dzięki otrzymanemu stypendium rozpoczął w 1902 roku studia w Królewskiej Akademii Muzycznej, gdzie jego nauczycielami byli Frederick Corder, Howard Jones, Herbert Lake i Henry Richards. Podczas I wojny światowej walczył na froncie zachodnim i dostał się do niemieckiej niewoli, spędzając 4 lata w obozie jenieckim Ruhleben pod Berlinem. W latach 1919–1920 przebywał w Nowej Zelandii i Australii. Był organistą w kościele św. Stefana w Ealing. W ostatnich dekadach życia niewiele komponował, poświęcając się głównie pracy na stanowisku wykładowcy w Królewskiej Akademii Muzycznej.

## Twórczość
Tworzył w stylistyce późnoromantycznej. Skomponował m.in. uwertury Horatius (1899) i The Tempest (1902), Sonatę fortepianową (1905), Suitę na fortepian i altówkę (1907), Fantazję d-moll (1911), Before the Paling of the Stars na chór i orkiestrę (1912), Songs of Praise na chór i orkiestrę (1923), The Flowing Tide na orkiestrę (1924/1943), ponadto utwory wokalne. Jego pieśń Sidmouth znalazła się w 1933 roku w Methodist Hymn Book.